# Amphilochius von Ikonium
Amphilochius von Ikonium (* um 340 in Kappadokien; † um 395) war Erzbischof von Ikonium (heute Konya, Türkei) und der Provinz Lykaonien und ein enger Freund von Basilius von Caesarea und Gregor von Nazianz.
Von Amphilochius selbst sind nur wenige Fragmente überliefert. Was über sein Leben bekannt ist, geht hauptsächlich auf seinen Briefwechsel mit Basilius von Caesarea und Gregor von Nazianz zurück. Von beiden sind mehrere Briefe an Amphilochius erhalten. Hieronymus erwähnt ihn in de viris illustribus und Theoderet kennt eine Anekdote über die Begegnung von Amphilochius mit Kaiser Theodosius I. und er wird von mehreren Konzilien zitiert.
Amphilochius war der Sohn eines gleichnamigen Vaters. Er stammte aus einer vornehmen kappadokischen Familie und war vermutlich ein Vetter ersten Grades Gregors von Nazianz. Er studierte Rhetorik und Rechtskunde, unter anderem bei Libanios in Antiochia, und hatte eine nicht näher bestimmbare einflussreiche Position, wo er in finanzielle oder rechtliche Schwierigkeiten geriet, wie Gregor von Nazianz in Briefen an ihn und an Gregors Bruder Caesarius erwähnt.
Etwa 369 zog er sich aus dem öffentlichen Leben zurück nach Ozizala in der Nähe von Nazianz, wo er religiöse Askese übte und unter anderem Gemüse anpflanzte. In dieser Zeit lernte er auch Basilius von Caesarea kennen. Wahrscheinlich verbrachte er auch einige Zeit in der Mitarbeit in den Sozialprojekten von Basileus in Caesarea.
Anfang 374 kam er im Alter von etwa 35 Jahren, vermutlich durch den Einfluss von Basilius, auf den wichtigen Bischofssitz von Ikonium, wo er, wie die Briefe von Basilius zeigen, dessen wichtiger Mitarbeiter wurde. Er besuchte Basilius häufig in Caesarea.
Nach dem Tod von Basilius 379 stand er in einem sehr persönlichen Briefwechsel mit Gregor von Nazianz. 381 nahm er am ersten Konzil von Konstantinopel teil. In etwa diese Zeit dürfte auch seine Begegnung mit Hieronymus zu legen sein.
Theoderet berichtet, dass Amphilochius bei einer Audienz beim Kaiser Theodosius diesen mit allem Respekt grüßte, jedoch dessen Sohn Arcadius, der vor kurzem zum Augustus ernannt worden war, nicht beachtete. Als Theodosius zornig erklärte, jede Nichtachtung gegenüber seinem Sohn sei eine Grobheit ihm selbst gegenüber, erwiderte der Bischof: „Du siehst, dass du keine Missachtung deines Sohns duldest und bitteren Zorn hegst gegen die, die unhöflich sind zu ihm. Glaube also, dass der Gott, der Herr der ganzen Welt, die verabscheut, die gegenüber seinen eingeborenen Sohn, ihrem Retter und Wohltäter, undankbar und missachtend sind.“ Der Kaiser, berichtet Theoderet, sei so beeindruckt gewesen, dass er sofort ein Edikt erließ, dass die Versammlungen der Häretiker verbot. Diese Begegnung lässt sich recht genau datieren, da Arcadius Anfang 383 zum Augustus ernannt worden war, und das Dekret von Theodosius im September des gleichen Jahres erschien.
394 erscheint sein Name in der Liste der Bischöfe, die bei der Weihe der St.-Peter-und-Paul-Basilika in Konstantinopel anwesend waren. Nach der orthodoxen Hagiographie starb er 395.
Amphilochius wird in der orthodoxen und römisch-katholischen Kirche als Heiliger verehrt. Sein Gedenktag ist der 23. November.

## Werke
- Amphilochii Episcopi Iconiensis Epistola ad Seleucum . Pardubicenus, Pragae 1613 (online).
- Amphilochii Episcopi Iconii De Recta Studiorum Ac Vitae Ratione Epistola ad Seleucum. Denuo Edita / Curante & recensente Cvnrado Rittershvsio. Altorfii 1644 (online).